# Riofreddo
Riofreddo – miejscowość i gmina we Włoszech, w regionie Lacjum, w prowincji Rzym.
Według danych na rok 2004 gminę zamieszkiwały 764 osoby, 63,7 os./km².